# Prêmio Angelo Agostini de melhor desenhista
Desenhista é uma das categorias do Prêmio Angelo Agostini, premiação brasileira dedicada aos quadrinhos que é realizada pela Associação dos Quadrinhistas e Caricaturistas do Estado de São Paulo (AQC-ESP) desde 1985.

## História
A categoria de melhor desenhista faz parte do Prêmio Angelo Agostini desde sua segunda edição, em 1986. É destinada a premiar os responsáveis pelos desenhos das histórias em quadrinhos publicadas no ano anterior ao da cerimônia de premiação. Os vencedores são escolhidos por voto aberto, inicialmente para associados da AQC-ESP e associações de quadrinistas de outros estados e, depois de algumas edições, para quaisquer interessados, fossem profissionais ou leitores.
A partir da edição de 2006, o envio das cédulas com os votos, que até então podia ser feita apenas pelo correio, passou a também ocorrer por e-mail. Uma nova mudança foi realizada na edição de 2013: os votos passaram a ser feitos diretamente no blog oficial da AQC-ESP, o que resultou em um grande aumento no número de votos (14.937 nesta edição contra um total que dificilmente passava de 500 nas anteriores).
Na edição de 2019, o prêmio teve pela primeira vez uma relação de indicados em cada categoria (até o ano anterior, a cédula de votação não trazia indicação de nomes, cabendo a cada votante escrever seu escolhido). A comissão organizadora do prêmio convidou diversos profissionais da área para a seleção dos indicados.
Devido à pandemia de COVID-19, o 36.º Prêmio Angelo Agostini, que deveria ter ocorrido em 2020, foi realizado em janeiro de 2021. Esse problema se manteve na edição seguinte, focada na produção de quadrinhos de 2020, mas que teve sua votação, em caráter de emergência, realizada no início de 2022. O cronograma foi regularizado ainda em 2022 com a realização da 38.ª edição do prêmio no segundo semestre.

## Vencedores

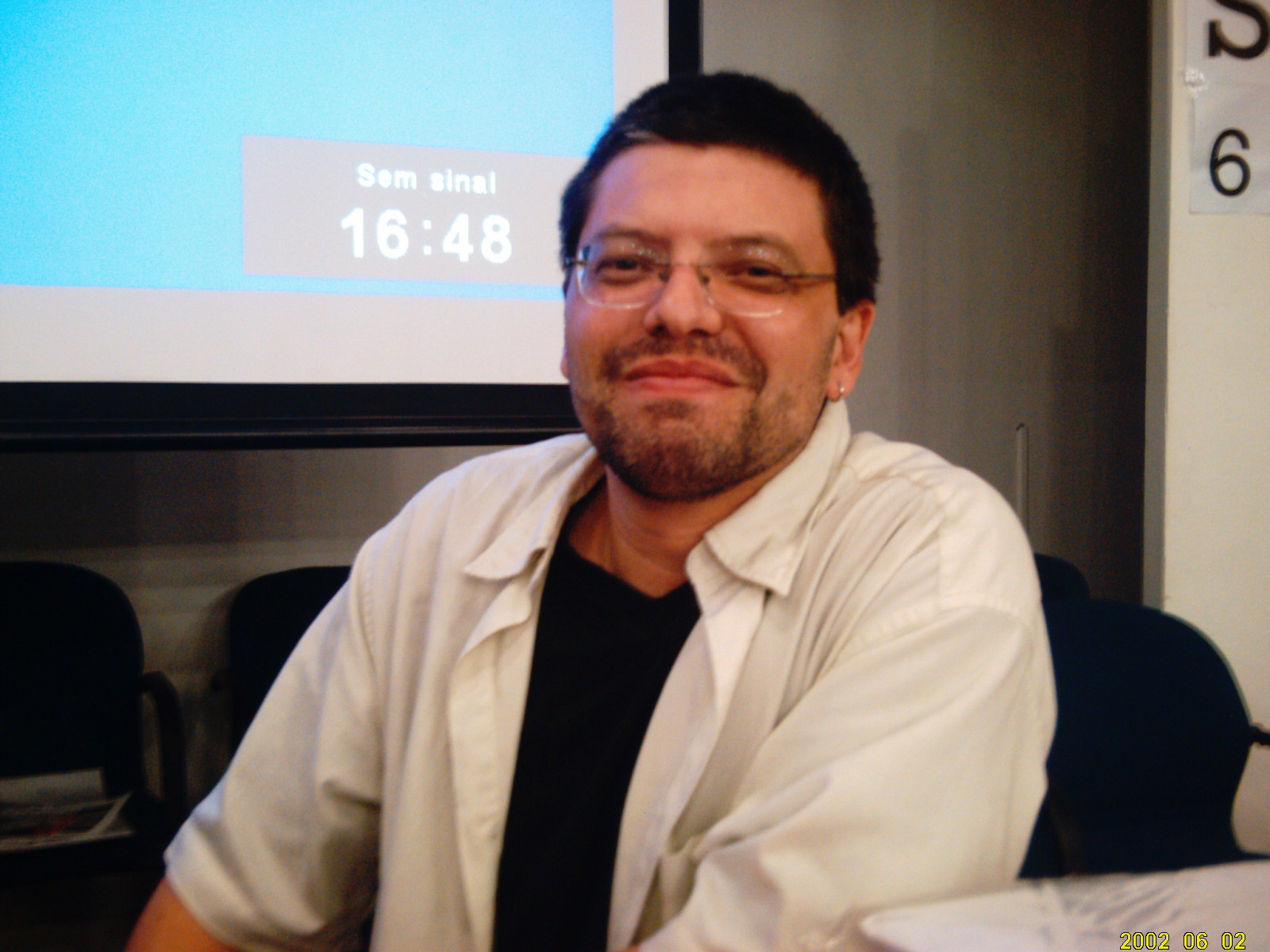
Marcelo Campos recebeu o prêmio quatro vezes, em 1993, 1994, 1998 e 2000.

| Ano  | Vencedores                                                                | Outros indicados | Notas                    |
| ---- | ------------------------------------------------------------------------- | --- | ------------------------ |
| 1986 | Watson Portela                                                            | Votação aberta, sem lista de indicados | [ 2 ]                    |
| 1987 | Mozart Couto                                                              | Votação aberta, sem lista de indicados | [ 11 ]                   |
| 1988 | Spacca                                                                    | Votação aberta, sem lista de indicados | [ 12 ]                   |
| 1989 | Laerte Coutinho                                                           | Votação aberta, sem lista de indicados | [ 4 ] [ 13 ]             |
| 1990 | Gustavo Machado                                                           | Votação aberta, sem lista de indicados | [ 4 ] [ 13 ]             |
| 1991 | Hector Gomez                                                              | Votação aberta, sem lista de indicados | [ 14 ] [ 4 ] [ 13 ]      |
| 1992 | Gustavo Machado                                                           | Votação aberta, sem lista de indicados | [ 15 ] [ 4 ] [ 13 ]      |
| 1992 | Lourenço Mutarelli                                                        | Votação aberta, sem lista de indicados | [ 15 ] [ 4 ] [ 13 ]      |
| 1993 | Marcelo Campos                                                            | Votação aberta, sem lista de indicados | [ 3 ] [ 4 ] [ 13 ]       |
| 1994 | Marcelo Campos                                                            | Votação aberta, sem lista de indicados | [ 16 ]                   |
| 1995 | Fernando Gonsales                                                         | Votação aberta, sem lista de indicados | [ 17 ]                   |
| 1996 | Arthur Garcia                                                             | Votação aberta, sem lista de indicados | [ 18 ]                   |
| 1997 | Sebastião Seabra                                                          | Votação aberta, sem lista de indicados | [ 19 ]                   |
| 1998 | Marcelo Campos                                                            | Votação aberta, sem lista de indicados | [ 20 ]                   |
| 1999 | Laerte Coutinho                                                           | Votação aberta, sem lista de indicados | [ 21 ]                   |
| 2000 | Marcelo Campos                                                            | Votação aberta, sem lista de indicados | [ 22 ]                   |
| 2001 | Flavio Colin                                                              | Votação aberta, sem lista de indicados | [ 23 ]                   |
| 2002 | Flavio Colin                                                              | Votação aberta, sem lista de indicados | [ 24 ]                   |
| 2003 | Julio Shimamoto                                                           | Votação aberta, sem lista de indicados | [ 25 ]                   |
| 2004 | Mozart Couto                                                              | Votação aberta, sem lista de indicados | [ 26 ]                   |
| 2005 | Wanderley Felipe                                                          | Votação aberta, sem lista de indicados | [ 27 ]                   |
| 2006 | Fábio Moon e Gabriel Bá                                                   | Votação aberta, sem lista de indicados | [ 28 ]                   |
| 2007 | Fábio Moon e Gabriel Bá                                                   | Votação aberta, sem lista de indicados | [ 29 ]                   |
| 2008 | Laudo Ferreira Jr.                                                        | Votação aberta, sem lista de indicados | [ 30 ]                   |
| 2009 | Laudo Ferreira Jr.                                                        | Votação aberta, sem lista de indicados | [ 31 ]                   |
| 2010 | Adauto Silva                                                              | Votação aberta, sem lista de indicados | [ 32 ]                   |
| 2011 | Hélcio Rogério                                                            | Votação aberta, sem lista de indicados | [ 33 ]                   |
| 2012 | Maurílio DNA                                                              | Votação aberta, sem lista de indicados | [ 34 ]                   |
| 2013 | Danilo Beyruth                                                            | Votação aberta, sem lista de indicados | [ 7 ]                    |
| 2014 | Shiko Piteco: Ingá / O Azul Indiferente do Céu                            | Votação aberta, sem lista de indicados | [ 35 ]                   |
| 2015 | Mario Cau Morphine                                                        | Votação aberta, sem lista de indicados | [ 36 ]                   |
| 2016 | Di Amorim Steampunk Ladies: Vingança a Vapor                              | Votação aberta, sem lista de indicados | [ 37 ]                   |
| 2017 | Mary Cagnin Black Silence                                                 | Votação aberta, sem lista de indicados | [ 38 ]                   |
| 2018 | Mario Cau Monstruário volume 1                                            | Votação aberta, sem lista de indicados | [ 39 ]                   |

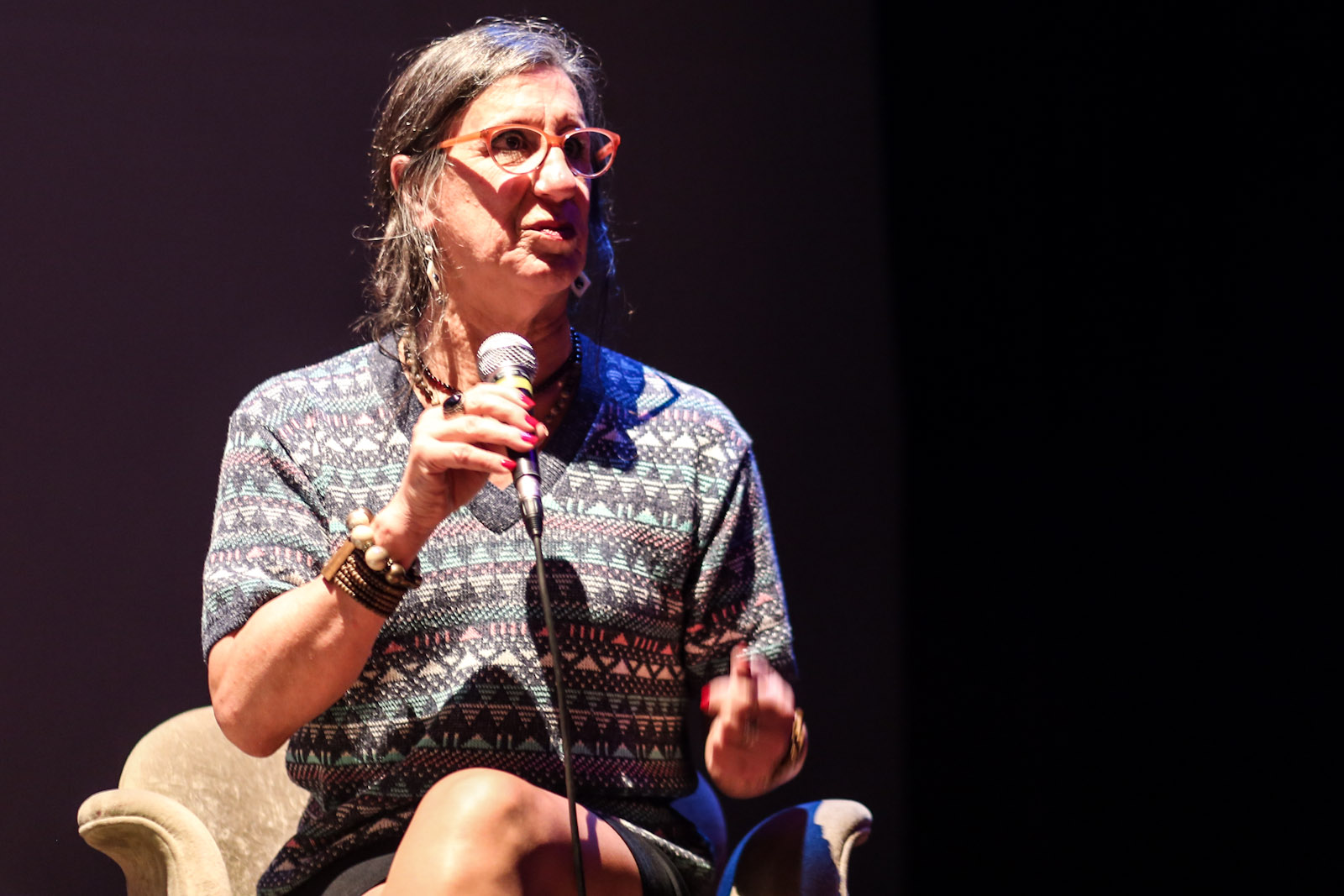
Laerte Coutinho recebeu o prêmio duas vezes, em 1989 e 1999.

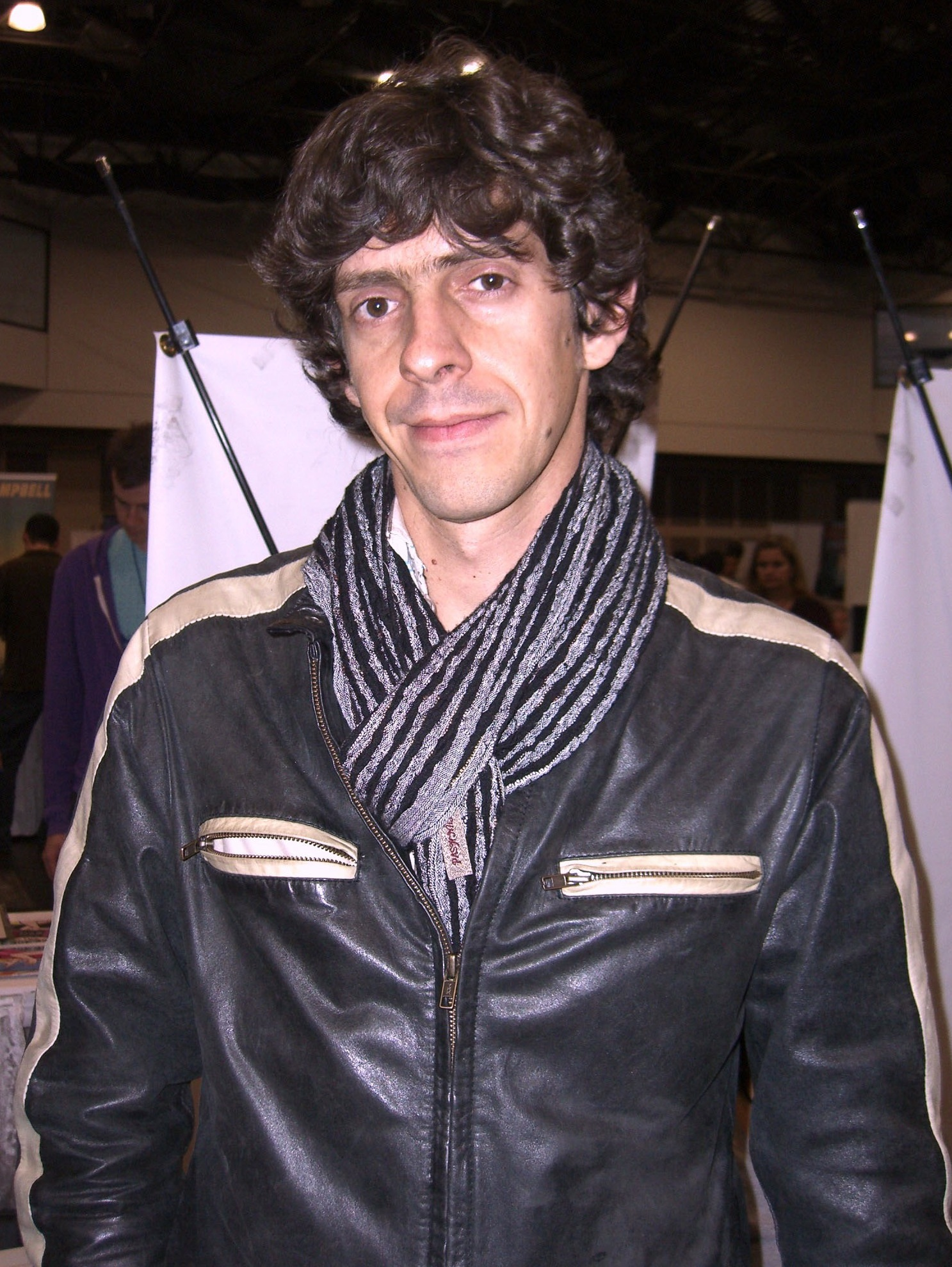
Fábio Moon recebeu o prêmio duas vezes, em 2006 e 2007.

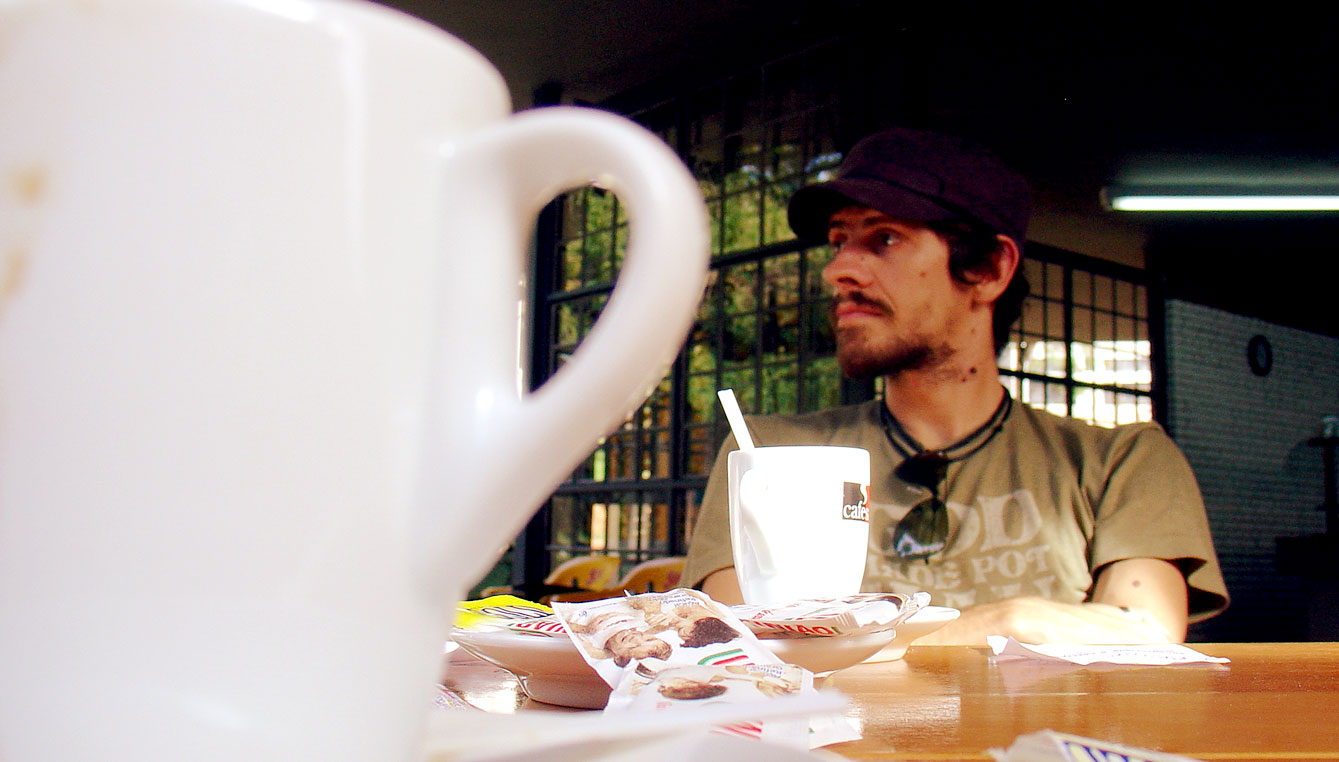
Gabriel Bá recebeu o prêmio duas vezes, em 2006 e 2007.

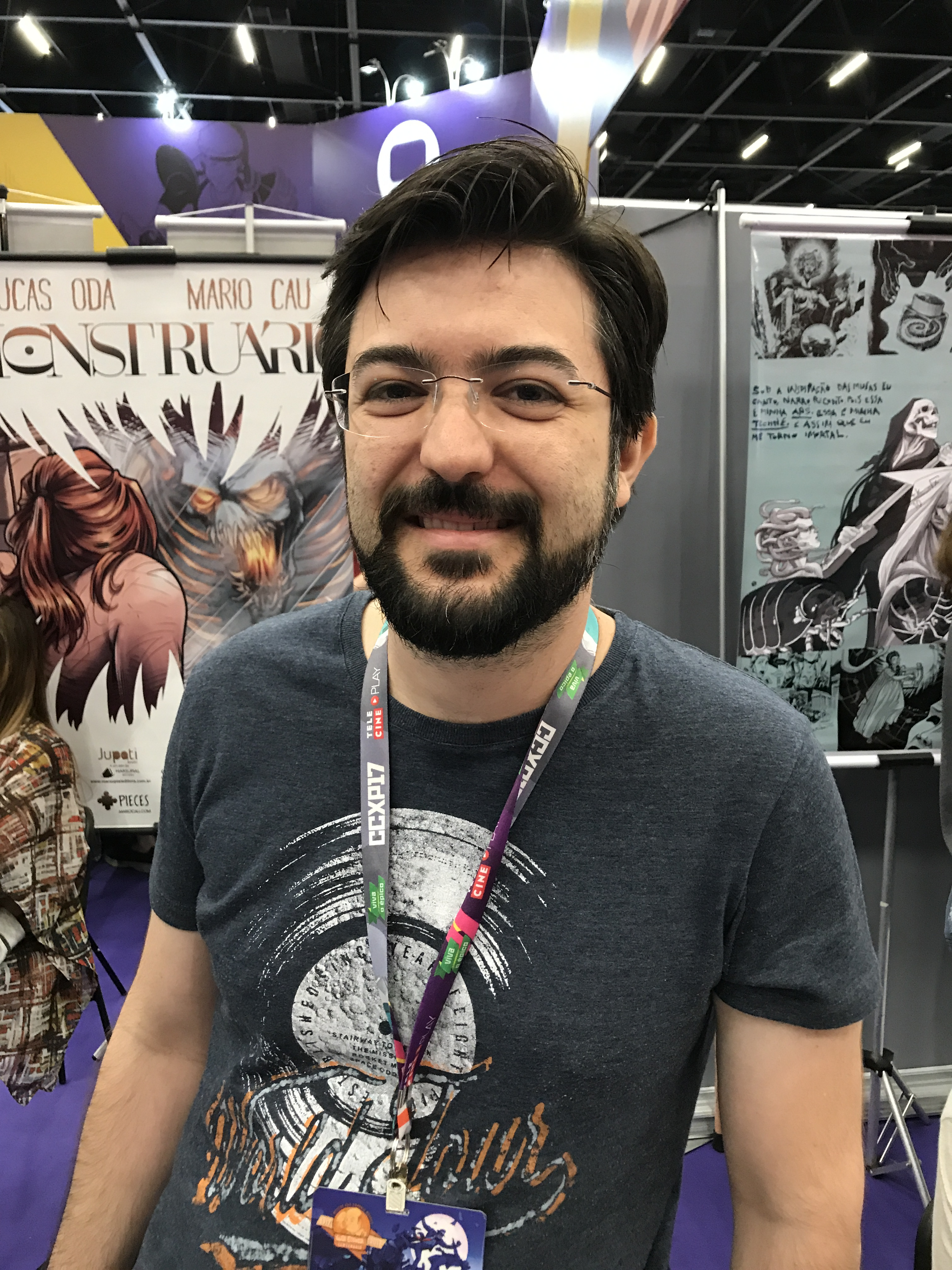
Mario Cau recebeu o prêmio duas vezes, em 2015 e 2018.

| 2019 | Mauro Fodra Desafiadores do Destino                                       | - Abel (Necromorfus) - Chairim Arrais (Red +18) - Eder Santos (Ecos Humanos) - Flávia Borges (Maré Alta) - Germana Viana (Gibi de Menininha) - Julio Shimamoto (Cidade de Sangue) - Kiko Garcia (Catacumba Fobia) - Pedro Mauro (Legado) - Talessa Kuguimiya (Cinco Vermelhos) | [ 40 ] [ 41 ]            |
| 2020 | Shiko Três Buracos                                                        | - Al Stefano (Salseirada) - Alex Rodrigues (Último Assalto) - Fefê Torquato (Tina: Respeito) - Jefferson Costa (Roseira, Medalha, Engenho e Outras Histórias) - Marcel Bartholo (Necromante) - Mario Cau (Monstruário volume 2) - Orlandeli (O Mundo de Yang: Rumo ao Sul) - Renato Dalmaso (O Elísio: uma Jornada ao Inferno) | [ 42 ] [ 43 ] [ nota 1 ] |
| 2021 | Laura Athayde Aconteceu Comigo: Histórias de Mulheres Reais em Quadrinhos | - Abel (Apagão: Fruto Proibido) - André Bernardino (Aquarela) - Cristina Eiko (Penadinho: Lar) - Ernani Cousandier (As Aventuras de Fabrício Bomtempo: O Anel Cardinale) - Fábio Lyra (Menina Infinito: Depois de Horas) - José Aguiar (CWB) - Kris Zullo (Província Negra) - Marcel Bartholo (Canil) - Mary Cagnin (Bittersweet) | [ 44 ] [ 45 ] [ nota 1 ] |
| 2022 | Bianca Mól Não Ligue, Isso É Coisa de Mulher!                             | - André Kitagawa (Risca Faca) - Caio Oliveira (Cantinho do Caiô; Jesus Sama) - Daniel Sousa (Dossiê Bizarro) - Flavio Soares (O Crime de Lorde Arthur Savile; Zico: 50 anos de futebol em quadrinhos) - Julio Shimamoto (Calafrio; Dossiê Bizarro) - Marcel Bartholo (A Vida Eterna; Calafrio; Dossiê Bizarro; Noite na Taverna) - Mario Cau (Anne de Green Gables em Quadrinhos; Pieces: parte de mim) - Orlandeli (Chico Bento: Verdade; O Mundo de Yang: Dois Cortes) - Shiko (Carniça e a Blindagem Mística) | [ 10 ]                   |
| 2023 | Helô D'Angelo Nos Olhos de Quem Vê                                        | - Al Stefano (Piratas do Cangaço) - Alex Rodrigues (Fronteiras) - Daniel Sousa (Tachion e Entrespaço) - Germana Viana (Ménage) - Jefferson Costa (Amantikir) - Laudo Ferreira (Ménage) - Marcel Bartholo (João Verdura e o Diabo) - Marcelo D'Salete (Mukanda Tiodora) - Verônica Berta (Princesa de Areia) | [ 46 ]                   |